# Субординирани дуг
У финансијама, субординирани дуг (такође као, субординирани зајам, субординиране обвезнице или јуниорски дуг) је врста дуга који је рангиран испод осталих дугова, у случају ликвидације или банкрота.
Дуг се означава као субординиран, због тога што су зајмодавци подређени обичном дугу (у односу на кредиторе).
Субординирани дуг има нижи приоритет у односу на друге обвезнице у случају ликвидације током банкрота. Пре субординираног дуга се намирује стечајни управник, пореска управа, сениорски повериоци у хијерархији кредитора. Због чињенице да се субординирани дугови намирују након намиривања других дуговања, сматрају се ризичнијим из перспективе зајмодавца. Он је неосигуран и има нижи приоритет наплате.
Субординирани дугови уобичајено имају нижи кредитни рејтинг, самим тим и виши принос у односу на сениорски дуг. Иако се субординирани дуг може емитовати путем јавне понуде, често, главни акционар и матично предузеће су купци субординираног дуга. Ови ентитети могу преферирати убацивање свежег капитала путем дуга, али због блиских веза са предузећем које емитује субординирани дуг, спремни су на нешто нижу камату него што би други инвеститори захтевали.
Посебно битан пример је пример субординираних обвезница које емитују банке. Субординирани дуг периодично емитују највеће банке у САД. Може се очекивати да је посебно осетљив на ризик, због чињенице да субординирани повериоци намирују своја потраживања из активе банке након што се намире сениорски повериоци и немају право на добит предузећа као обични акционари. Овакав статус субординираног дуга чини га савршеним за експериментисање значајем тржишне дисциплине, сигнализирањем цене субординираног дуга на секундарном тржишту. Из перспективе законодавца, потенцијалне добити емитовања субординираног дуга од стране банака огледа се у томе што банке емитовањем субординираног дуга постају предмет строге контроле, нарочито финансијског положаја. Ово ствара систем раног упозоравања и истовремено подстиче банке да се понашају опрезно.
Други пример субординираног дуга су хартије од вредности које у својој основи имају одређену имовину. И коначно, мезанински дуг је још једна врста субординираног дуга.